# George Beck
Pour les articles homonymes, voir Beck.
George Beck est un scénariste, producteur, réalisateur et acteur né le 7 mars 1907 à New York, New York (États-Unis), mort le 6 octobre 1999 à Los Angeles (Californie).

## Filmographie

### comme scénariste
- 1940 : Forgotten Girls (en) de  Phil Rosen
- 1951 : Symphonie en 6.35 (Behave Yourself!) de George Beck

### comme producteur
- 1966 : Quel numéro ce faux numéro! (Boy, Did I Get a Wrong Number!)

### comme réalisateur
- 1951 : Symphonie en 6.35 (Behave Yourself!)

### comme acteur
- 1936 : Unlucky Jim de Harry Marks : Sweetheart